# Hoa hậu Quý bà Thế giới 2009
Hoa hậu Quý bà Thế giới 2009 được tổ chức tại Bà Rịa – Vũng Tàu, Việt Nam vào tháng 11 năm 2009 

## Bối cảnh
Lễ ký kết hợp đồng đã được tổ chức tại khách sạn Rex, TP HCM ngày 22 tháng 7 năm 2008 giữa ông David Z. Marmel, Chủ tịch tổ chức Hoa hậu Quý bà Thế giới và Ban tổ chức .
Theo quy chế mới "thi hoa hậu toàn quốc mỗi năm tổ chức không quá một lần" của Bộ Văn hóa, Thể thao và Du lịch (Quyết định số 87/2008/QĐ BVHTTDL ngày 30.12.2008) cho nên chỉ có một cuộc thi hoa hậu duy nhất tại Việt Nam trong năm 2009 là Hoa hậu Quý bà đẹp và thành đạt Việt Nam 

## Kết quả
Ngày 22 tháng 11 năm 2009, đêm chung kết cuộc thi Hoa hậu Quý bà Thế giới 2009 được tổ chức tại Cung trình diễn Bà Rịa-Vũng Tàu. Kết thúc cuộc thi, hoa hậu Nga Victoria Radochinskaya đã đăng quang ngôi hoa hậu, á hậu 1 là hoa hậu Mỹ Andrea Robertson, danh hiệu á hậu 2 được trao cho Hoàng Thị Yến của Việt Nam